# Gentleman Flow
Gentleman Flow - debiutancki album studyjny polskiego wokalisty, rapera i producenta muzycznego Macieja Podlawskiego, występującego pod pseudonimem Kroolik Underwood. Wydawnictwo ukazało się 23 czerwca 2012 roku nakładem wytwórni muzycznej RPS Enterteyment w dystrybucji Fonografiki. Materiał wyprodukował sam Kroolik Underwood, a także SoDrumatic, KungFuu oraz Tom Palash. Mastering płyty wykonał znany z występów w formacji Skalpel - Marcin Cichy. Gościnnie w nagraniach wzięli udział Kubiszew, Mrokas, Pemer, Kulka, Peja, Trasor, Bezczel, Kobra oraz Kuba.
Album był promowany teledyskami do utworów "Maximum" i "Fabryka hitów".

## Lista utworów
Opracowano na podstawie materiału źródłowego.
1. "Ostatni raz" (produkcja: Kroolik Underwood) - 3:28
2. "Konstans" (produkcja: Kroolik Underwood, gościnnie: Kubiszew) - 3:25
3. "Anielski pył" (produkcja: SoDrumatic) - 3:36
4. "Medytacja" (produkcja: KungFuu, gościnnie: Mrokas) - 3:39
5. "Gentleman Flow" (produkcja: Tom Palash) - 4:09
6. "Anarchia" (produkcja: SoDrumatic, gościnnie: Pemer) - 3:57
7. "Maximum" (produkcja: Kroolik Underwood) - 3:34
8. "Illusive" (produkcja: Kroolik Underwood) - 3:49
9. "Życie pisane wierszem" (produkcja: Kroolik Underwood, gościnnie: Kulka) - 2:57
10. "Fabryka hitów" (produkcja: Kroolik Underwood, gościnnie: Peja) - 3:49
11. "W małej kropelce" (produkcja: SoDrumatic) - 3:32
12. "Ask You" (produkcja: Kroolik Underwood) - 3:56
13. "Nie dajmy się zwariować" (produkcja: Kroolik Underwood, gościnnie: Trasor) - 3:30
14. "T.A.N.K" (produkcja: Kroolik Underwood, gościnnie: Bezczel, Kobra) - 2:48
15. "Wiecznie żywi" (produkcja: Kroolik Underwood, gościnnie: Kuba) - 3:47
16. "Wiem" (produkcja: Kroolik Underwood) - 3:06